# Rudari
Rudari bzw. Băeși (so die Bezeichnung in Siebenbürgen) sind eine rumänischsprechende Minderheit, die hauptsächlich in Rumänien, Serbien, Bulgarien, Ungarn, Griechenland, Bosnien, Kroatien und in der Slowakei ansässig ist. Rudari sind ethnische Roma und stammen aus der Walachei und Siebenbürgen, wo sie vom 14. Jahrhundert bis zum 19. Jahrhundert gelebt haben und als Goldwäscher – häufig in Minen unter Tage – tätig waren. Darauf geht die seltenere Bezeichnung aurari zurück. Typische traditionelle Erwerbszweige waren daneben das Schnitzen von hölzernen Haushaltsgegenständen und die Herstellung von Ziegeln.
Vermutungen besagen, dass es sich um assimilierte Roma handelt, die ihre Sprache (Romanes) und Kultur verloren haben. Von der Mehrheitsbevölkerung werden sie mit der abwertenden Fremdbezeichnung Zigeuner (Serbien: rumunski Cigani) belegt, was manche von ihnen mit der Behauptung einer eigenständigen separaten Ethnizität abseits der Roma-Gruppen zurückweisen. Diese Deutung wird von einigen Ethnologen, die sich als Tsiganologen verstehen, unterstützt.
Die Herkunft der Rudari ist nicht genau geklärt. Forschungen lassen aber vermuten, dass die These der Assimilation nicht stimmt und es sich womöglich um ein indigenes Volk handelt, welches im Laufe der Jahrhunderte, durch ihr ähnliches Aussehen und Isolation, als Roma-Gruppe bezeichnet wurde. Vermutet wird, dass es sich um Nachfahren der dunkelhäutigen Bewohner Mösiens handelt (heutiges Serbien), die ihren eigenen rumänischen Dialekt sprechen, das Moeso-Rumänische.